# نولان جيرارد فونك
نولان جيرارد فونك هو راقص ومغني وممثل كندي، ولد في 28 يوليو 1986 بفانكوفر في كندا.

## أعمال

### أفلام
- (2003) إكس 2[5][6][7]
- (2013) الأخاديد
- (2013) دليل
- (2013) ريديك
- (2018) حقيقة أم جرأة

### مسلسلات
- اكذب علي
- كاسل
- كوانتيكو

## وصلات خارجية
- نولان جيرارد فونك على موقع IMDb (الإنجليزية)
- نولان جيرارد فونك على موقع ألو سيني (الفرنسية)
- نولان جيرارد فونك على موقع ميوزك برينز (الإنجليزية)
- نولان جيرارد فونك على موقع أول موفي (الإنجليزية)
- نولان جيرارد فونك على موقع أول موفي (الإنجليزية)
- نولان جيرارد فونك على موقع قاعدة بيانات برودواي على الإنترنت (الإنجليزية)
- نولان جيرارد فونك على موقع قاعدة بيانات الأفلام السويدية (السويدية)
- نولان جيرارد فونك على موقع ديسكوغز (الإنجليزية)
- نولان جيرارد فونك على موقع قاعدة بيانات الفيلم (الإنجليزية)
- نولان جيرارد فونك على موقع كينوبويسك (الروسية)